# Vila de Suso (La Coruña)
Vila de Suso es una aldea española situada en la parroquia de Dodro, del municipio de Arzúa, en la provincia de La Coruña, Galicia.

## Demografía
| Gráfica de evolución demográfica de Vila de Suso entre 2000 y 2022 |
|                                                                    |
| Datos según el nomenclátor publicado por el INE.                   |